# ミュージック・スコープ
ミュージック・スコープは、かつてFM東京およびJFN系で放送された、深夜のラジオ音楽番組。

## 第1期
富士フイルム ミュージック・スコープというタイトルで、平日夜に放送された。
八木誠、福田一郎、ケン田島などが日替わりでディスクジョッキーを務め、番組ではCBSソニーのレコードを使用していた。

## 第2期
JFN系で1986年3月まで、毎週土曜日23:00 - 23:55に放送された。
- パーソナリティ
  - 矢島正明（初代）
  - 石坂浩二（2代目）
- スタッフ
  - 構成 - 青木誠
- 石坂浩二パーソナリティ時のテーマ曲
  - オープニング：ロニー・リストン・スミス「FLOATING THROUGH SPACE」
  - エンディング：ハービー・ハンコック「BUBBLES」

### 内容
- 毎回テーマがあり、それについてパーソナリティがフリートークで番組進行をしていた。
- 番組の中盤で、リスナーからのおたよりコーナーがあり、採用されると「カレーパンバッジ」が後日郵送されてきた。
- 最終回は、当時開館したエフエム東京ホール（現・TOKYO FM HALL）で初の公開録音であった。

| TOKYO FM / JFN 月曜 - 金曜 23:00 - 23:30枠 | TOKYO FM / JFN 月曜 - 金曜 23:00 - 23:30枠       | TOKYO FM / JFN 月曜 - 金曜 23:00 - 23:30枠 |
| 前番組                                     | 番組名                                           | 次番組 |
| ------------------------------------------ | ------------------------------------------------ | --- |
| 不明 （19??年?月 - 19??年?月）             | ミュージック・スコープ （19??年?月 - 1982年3月） | ソニー・ミュージック・ラボラトリー （1982年4月 - 8月） ※23:00 - 23:15 【22:25 - 22:40枠から移動】マクセルユアポップス （1982年4月 - 1984年3月） ※23:15 - 23:30 【22:40 - 22:55枠から移動】 |
| TOKYO FM / JFN 土曜 23:00 - 23:55枠        |                                                  | |
| 不明 （19??年?月 - 19??年?月）             | ミュージック・スコープ （1982年4月 - 1986年3月） | 不明 （1986年4月 - 19??年?月） |